# Bromoviridae
Famille
Genres de rang inférieur
- Alfamovirus
- Anulavirus
- Bromovirus
- Cucumovirus
- Ilarvirus
- Oleavirus

Les Bromoviridae sont une famille de  virus de l'ordre  des Martellivirales qui comprend 6 genres et 36 espèces acceptés par l'ICTV. Ce sont des virus à ARN à simple brin de polarité positive, rattachés à la classe IV de la classification Baltimore. Ils infectent exclusivement les plantes (phytovirus).
Le génome de ces virus, d'une taille totale d'environ 8 kb, est segmenté, tripartite. Les ARN génomiques sont encapsidés dans des virions distincts, qui peuvent également contenir des ARN sous-génomiques, défectueux ou satellites. Les virions sont sphériques ou bacilliformes.
La transmission se fait par inoculation mécanique, par le pollen ou par des insectes vecteurs, notamment des pucerons de la famille des Aphididae,  selon un mode non-persistant. 
La gamme des plantes-hôtes est assez étendue et comprend de nombreuses espèces de dicotylédones, notamment des Asteraceae, Caryophyllaceae, Chenopodiaceae, Fabaceae et Solanaceae. Les Bromoviridae provoquent des maladies chez diverses plantes cultivées importantes sur le plan économique : fruits, légumes, plantes fourragères, et affectent notamment la tomate, les cucurbitacées, les bananiers et la luzerne.

## Structure

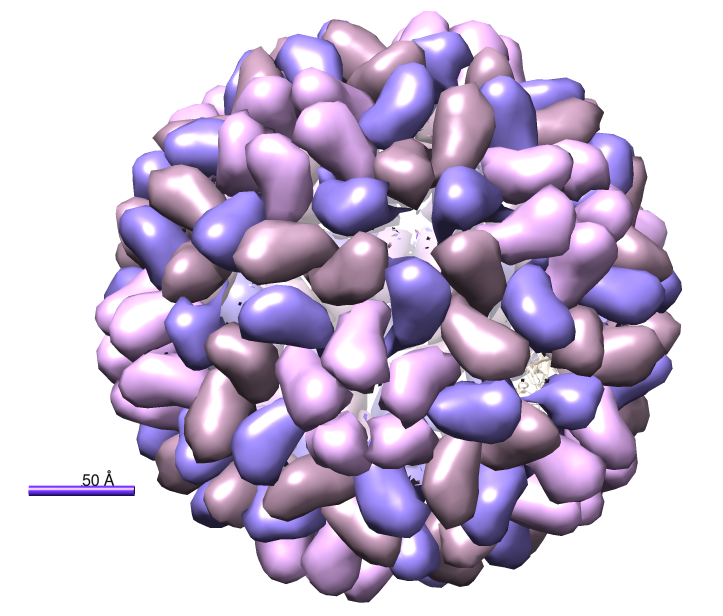
Structure cristalline du virus de la mosaïque du brome (Brome mosaic virus) réf. PDB 1js9.

Le génome, qui comprend au total de 7900 à 8910 nucléotides, est tripartite et se répartit en trois segments génomiques ARN1, ARN2 et ARN3, qui comptent respectivement 3200 à 3644 nucléotides, 2600 à 3050 nucléotides et 2100 à 2216 nucléotides), ainsi qu'un segment subgénomique, ARN4, dérivé de l'ARN3, de 800 à 1000 nucléotides.
Ces segments sont enrobés séparément formant autant de virions distincts, parfois de tailles différentes.
Les virions sont constitués d'une capside non enveloppée, à symétrie icosaédrique et, selon les genres, de forme allongée (bacilliforme) ou arrondie (parasphérique), et de 26 à 35 nm de diamètre.

## Liste des genres
Selon NCBI (25 janvier 2021) :
- Alfamovirus (1 espèce), espèce-type : Alfalfa mosaic virus
- Anulavirus (2 espèces), espèce-type : Pelargonium zonate spot virus
- Bromovirus (6 espèces), espèce-type :  Brome mosaic virus
- Cucumovirus (4 espèces), espèce-type : Cucumber mosaic virus
- Ilarvirus (22 espèces), espèce-type : Tobacco streak virus
- Oleavirus (1 espèce), espèce-type :  Olive latent virus 2

## Transmission
Les virus des genres Alfamovirus et Cucumovirus sont transmis par des pucerons, ceux des genres Anulavirus et Ilarvirus par des thrips ou par le pollen, et ceux du genre Bromovirus par des coléoptères.
Le mode de transmission des virus du genre Oleavirus est inconnu.